# Sven Warén
Sven Warén, född 30 november 1789 i Vara, död 7 oktober 1835 i Daretorp, Skaraborgs län, var en svensk präst och tecknare. 
Han var son till rusthållaren Anders Svensson och Catharina Andersdotter samt gift med Johanna Lovisa Söderling. Dotter till orgelbyggaren Mårten Bernhard Söderling. I vuxen ålder tog han sig namnet Warén efter födelseorten Vara. Han blev komminister i Kinneved 1828 och i Daretorp 1830 där han omtalas som en nitisk och uppbygglig lärare. Han hade stora anlag för teckning och musik, och bland hans efterlämnade arbeten märks ett porträtt av kyrkoherde Synnerholm. 